# سکو (خودرو)
پلت‌فرم (به فرانسوی: Plateforme)، بُن‌سازه یا سکوی خودرو به مجموعه‌ای مشترک از طراحی، مهندسی، عملیات تولید و همچنین اجزای اصلیِ خودرو گفته می‌شود که در تعدادی از مدل‌های متفاوت در ظاهر و حتی در برَند، مشترک است. این فنّاوری به تولیدکنندگان اجازه می‌دهد تا با کاهش هزینه‌ها، مدل‌های متنوعی عرضه کنند.

## نگارخانه

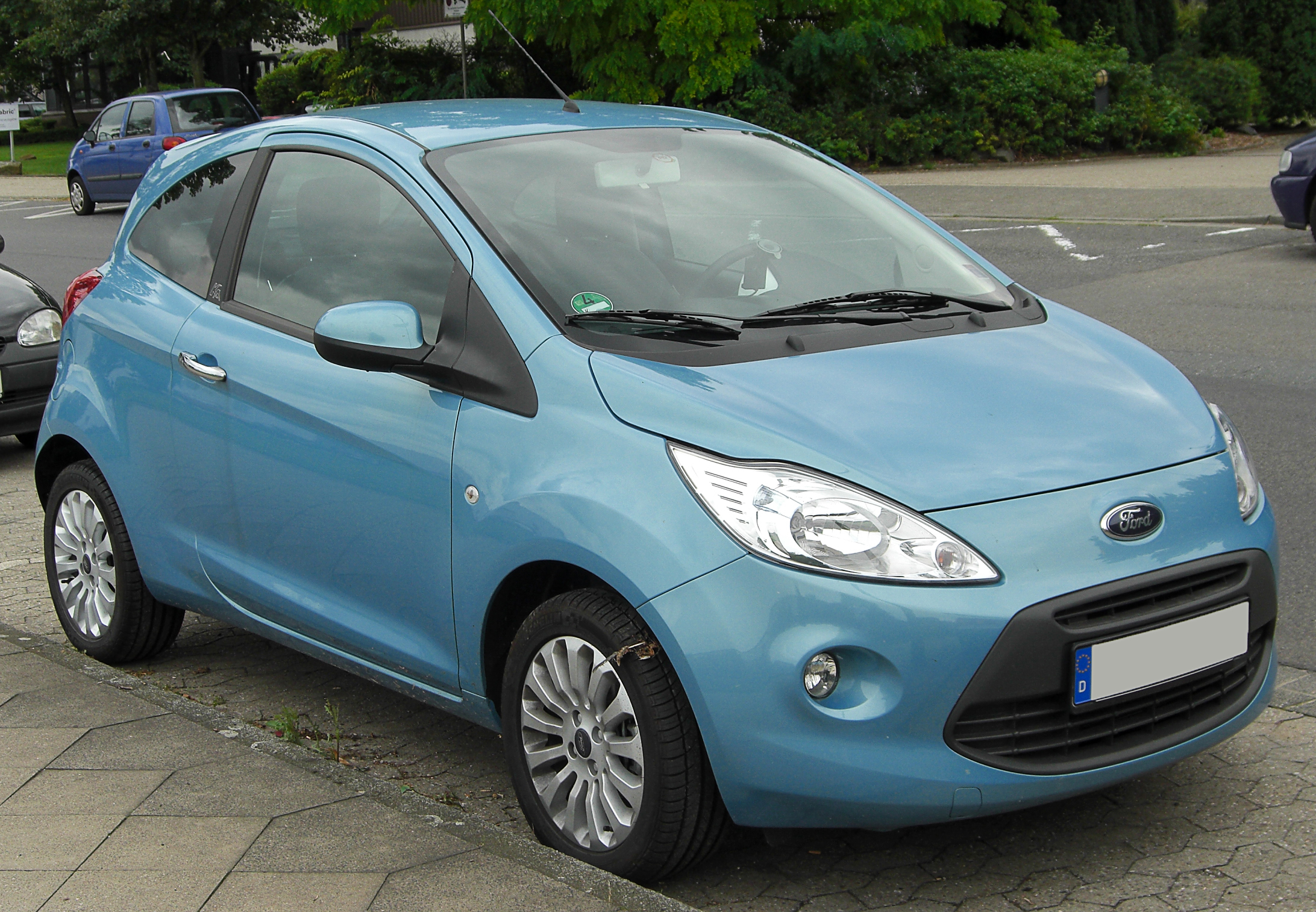
فورد کا
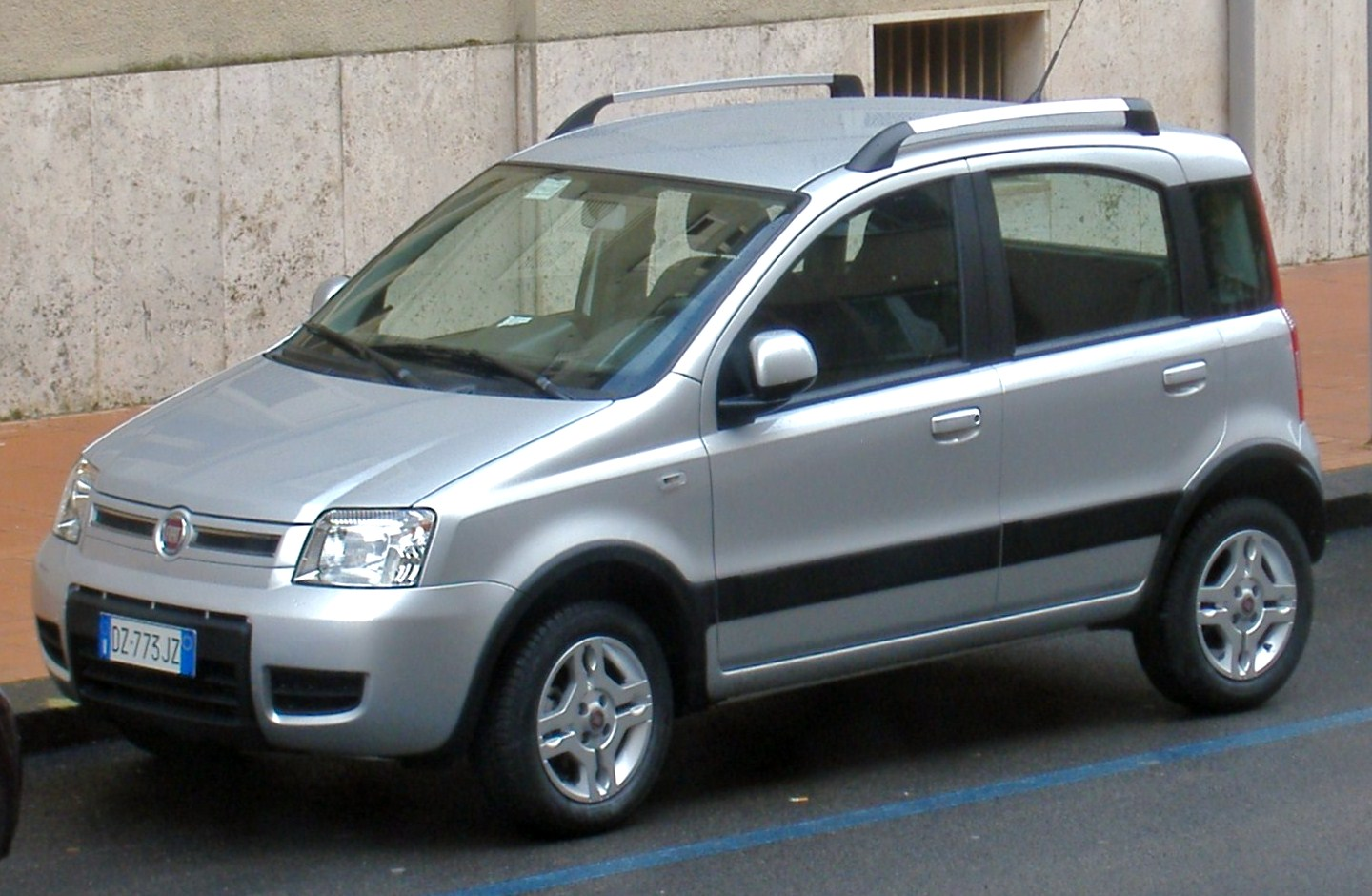
فیات پاندا
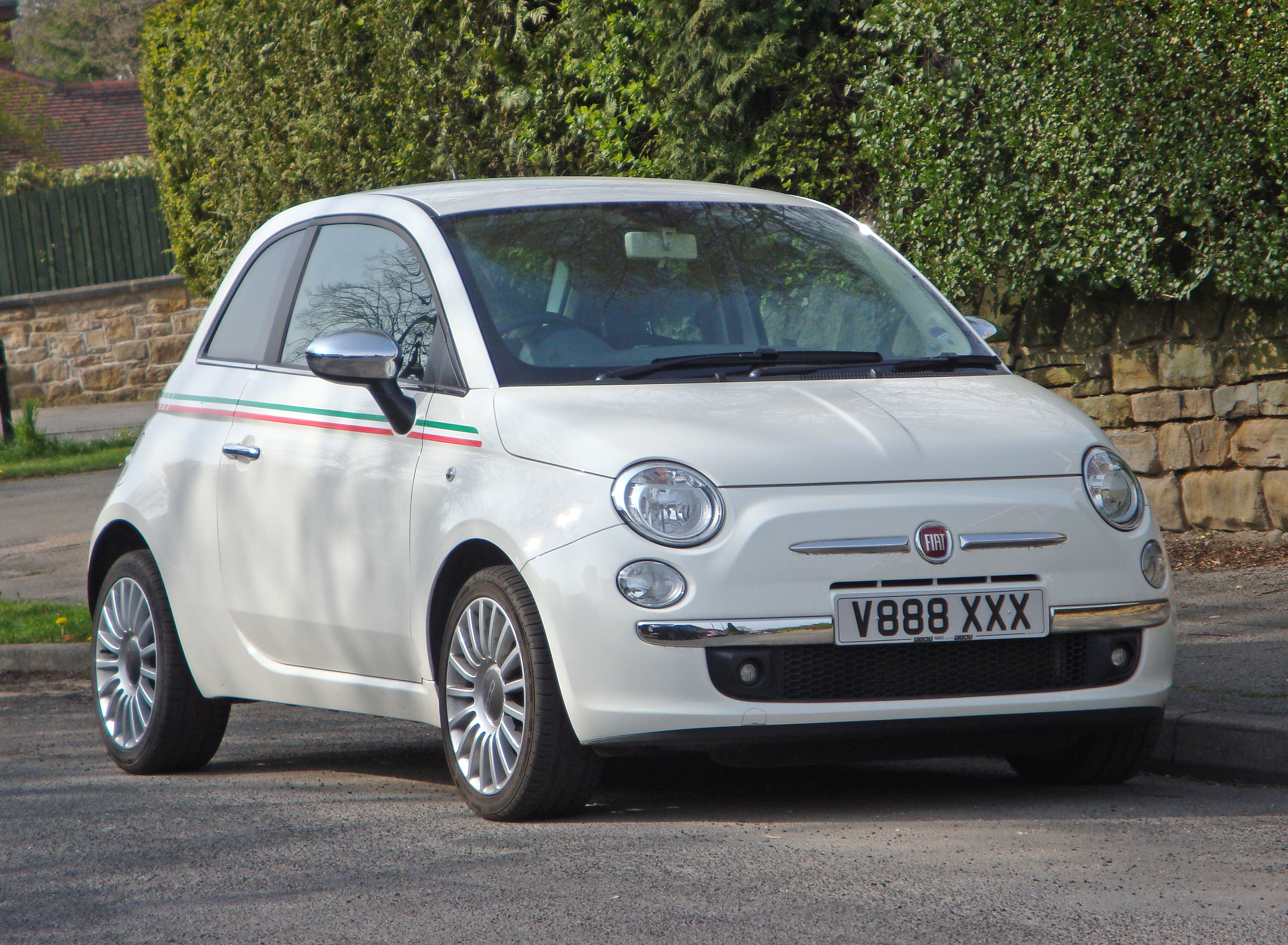
فیات ۵۰۰ (۲۰۰۷)
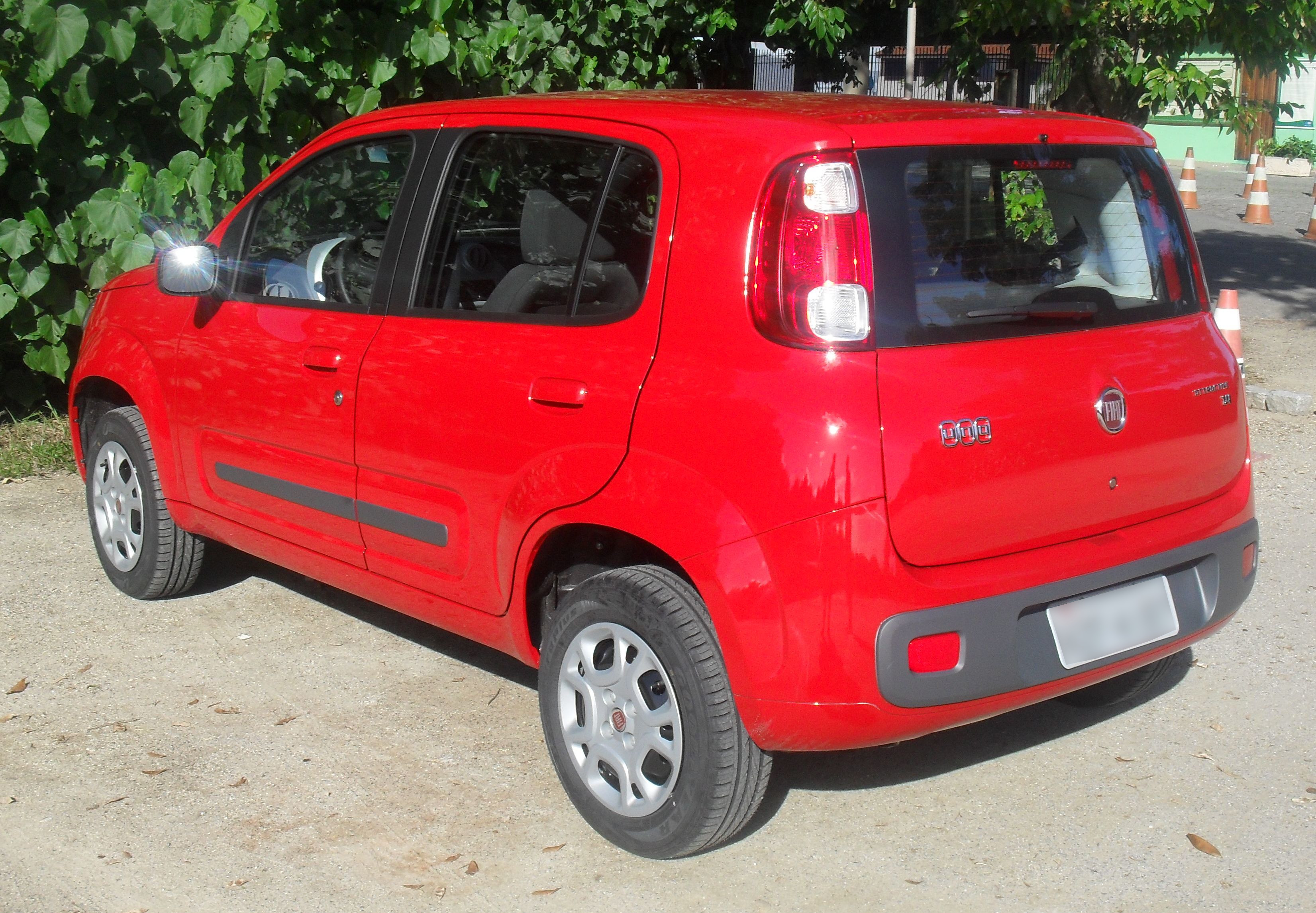
فیات اونو (برزیل)